# 伊恩·布坎南
伊恩·布坎南（英語：Ian Buchanan，1957年6月16日—）是一位苏格兰电视演员，在很多美国肥皂剧中演出。
布坎南在2012年4月回到了《我們的日子》，表演新的人物Ian McAllister，是Madison James 的丈夫，Kate Roberts DiMera的前情人。